# زكريا إبراهيم عبد الجواد
زكريا إبراهيم عبد الجواد (24 يوليو 1924- 27 أبريل 1976) فيلسوف مصري.

## حياته
ولد الدكتور زكريا إبراهيم في مدينة القاهرة في 24 يوليو 1924، حاصل على شهادة الدكتوراه من جامعة السوربون، عمل كأستاذ للفلسفة في جامعة القاهرة، وتدرج بعدها في المناصب حتى وصل إلى منصب رئيس قسم الفلسفة بجامعة القاهرة. ألف أكثر من 35 كتاب في مجالات الفلسفة والتربية، وعلم النفس وعلم الاجتماع والسير والتراجم، ومن أشهر مؤلفاته سلسلة (مشكلات الفلسفة).

## تعليمه
التحق بكلية الآداب قسم الفلسفة في عام 1940 وتخرج منها عام 1944. كان من بين زملائه في نفس الدفعة الدكتور ووهيب عطا الله جرجس (1919- 2001) «المتنيح الأنبا غريغوريوس أسقف البحث العلمي في الكنيسة القبطية فيما بعد».
حصل علي درجة الماجستير في الفلسفة من جامعة القاهرة عام 1949، كما أنتدب للتدريس في جامعات الخرطوم والأردن والمغرب.

## مؤلفاته
| الاسم                                           | دار النشر                   | تاريخ النشر | عدد الصفحات | المصدر      |
| ----------------------------------------------- | --------------------------- | ----------- | ----------- | ----------- |
| قبعة الوطن                                      | الدار العربية للعلوم ناشرون | 2008        | 287         | [ 2 ] [ 3 ] |
| سيكلوجية المرأة                                 | الدار العربية للعلوم ناشرون | 2013        | 173         | [ 4 ]       |
| كانت أو الفلسفة النقدية                         | الدار العربية للعلوم ناشرون | 2019        | 275         | [ 5 ]       |
| أبو حيان التوحيدي                               | الدار العربية للعلوم ناشرون |             | 307         | [ 6 ]       |
| الزواج والإستقرار النفسي                        | الدار العربية للعلوم ناشرون | 2015        | 239         | [ 7 ]       |
| مشكلة الفلسفة                                   | الدار العربية للعلوم ناشرون | 2019        | 289         | [ 8 ]       |
| الفنان والإنسان                                 | الدار العربية للعلوم ناشرون |             |             | [ 9 ]       |
| مشكلة الحرية                                    | الدار العربية للعلوم ناشرون |             |             | [ 10 ]      |
| المكتبة الثقافية 0152 الاخلاق والمجتمع          | الدار العربية للعلوم ناشرون | 2021        | 127         | [ 11 ]      |
| أبو حيان التوحيدي أديب الفلاسفة وفيلسوف الأدباء | الدار العربية للعلوم ناشرون | 2008        | 312         | [ 12 ]      |

## الوفاة
توفي في 27 أبريل 1976 بـالمغرب.